# Júpiter Índiges
Según el historiador romano Livio, Júpiter Indiges es el nombre que recibe el héroe divinizado Eneas. En algunas versiones de su historia, es elevado a dios tras su muerte por Númico, deidad local del río del mismo nombre, a petición de la madre de Eneas, Venus. También se utiliza el título Pater Indiges o simplemente Indiges.
El historiador griego Dionisio de Halicarnaso señala que cuando no se encontró el cuerpo de Eneas tras una batalla entre su grupo de exiliados troyanos en Italia y los rútulos nativos, se supuso que había sido recogido por los dioses para convertirlo en una deidad. También presenta la explicación alternativa de que Eneas pudo simplemente haberse ahogado en el río Númico y que allí se construyó un santuario en su memoria.
El término "Indiges", que algunos piensan que proviene de la misma raíz que "indígena", puede reflejar el hecho de que estas deidades menores (colectivamente, los Di indigetes) se originaron localmente en Italia. Una explicación alternativa es que eran individuos que fueron elevados a la categoría de dioses después de la vida mortal. Compárese por ejemplo Sol Indiges.

## Relato
El mérito de Eneas conmovió a los Dioses. Incluso Juno siguió siendo su eterno odio cuando, con el joven Julo a salvo, el héroe hijo de Citerea se preparó para el Cielo. En un consejo de los Dioses, Venus se levantó, abrazó el cuello de su padre y dijo: «Padre mío, siempre bondadoso conmigo, te doy ahora tu indulgencia; concede, querido, a Eneas, mi hijo y también tu nieto, un poder divino, aunque de la más baja clase, suficiente con solo concedérselo. Basta haber contemplado una vez el reino desapacible. Y haber cruzado una vez el Río Estigio».
Los Dioses asintieron, y la Reina de Júpiter asintió con rostro sereno y aprobatorio. El padre dijo: «Bien mereces el don, tanto tú que lo pides como aquel para quien lo pides: lo que más deseas es tuyo, hija mía». Él decretó, y ella se regocijó y agradeció a su progenitora. Llevada por palomas enjaezadas, atravesando el aire ligero, llegó sana y salva a las costas laurentinas. Numicio serpentea allí entre sus altos juncos hasta el mar vecino con las aguas de su arroyo. Allí, ella dispuso que Numicio lavara completamente de Eneas todo lo que pudiera estar sujeto a la muerte y lo llevara con una corriente tranquila al reino de Neptuno.
El astado Numicio satisfizo la voluntad de Venus; y con aguas fluidas lavó de Eneas todo lo mortal y lo roció, de modo que solo quedó la parte esencial de la inmortalidad. Ella lo ungió, así purificado, con esencia celestial y roció su rostro con la más dulce mezcla de néctar y ambrosía, transformándolo así en un Dios. La multitud de los Quirines más tarde nombró al nuevo Dios Índiges y lo honró.

## Estados Unidos de América
George Washington también fue representado como el "Júpiter Índiges" de Estados Unidos. Primero como Zeus Olímpico entronizado, por Horatio Greenough en 1832; más tarde como Júpiter Capitolino rodeado de los demás Dioses Romanos en su "Apoteosis", por Constantino Brumidi en 1865.
Donald Trump también es llamado "Júpiter Índiges" por sus seguidores de creencias grecorromanas y/o filoclásicas, quienes ven en él al "Nuevo Eneas" que puede convertir a Estados Unidos en la "Tercera Roma".